# Шене ле Шател
Шене ле Шател (фр. Chenay-le-Châtel) насеље је и општина у источном делу централне Француске у региону Бургоња, у департману Саона и Лоара која припада префектури Шарол.
По подацима из 2011. године у општини је живело 401 становника, а густина насељености је износила 12,48 становника/km². Општина се простире на површини од 32,14 km². Налази се на средњој надморској висини од 310 метара (максималној 344 m, а минималној 267 m).

## Демографија
| 1962. | 1968. | 1975. | 1982. | 1990. | 1999. | 2011. |
| ----- | ----- | ----- | ----- | ----- | ----- | ----- |
| 646   | 602   | 531   | 477   | 404   | 386   | 401   |

График промене броја становника у току последњих година